# 青森県道・岩手県道181号道前浄法寺線
青森県道・岩手県道181号道前浄法寺線（あおもりけんどう・いわてけんどう181ごう どうぜんじょうぼうじせん）は、青森県三戸郡田子町から岩手県二戸市に至る一般県道である。

## 概要
田子町立上郷小学校付近の国道104号交点から南へ分岐し、概ね南方向へ進んで岩手県道6号二戸五日市線（鹿角街道）交点に至る。

### 路線データ
- 総延長 : 約23.1km
  - 青森県側：8.4km
  - 岩手県側 : 14,680.3 km[1]
- 起点 : 青森県三戸郡田子町[1]（国道104号交点）
- 終点 : 岩手県二戸市浄法寺町[1]（県道6号交点）

## 歴史
- 1970年（昭和45年）8月1日 - 青森県側、岩手県側双方の区間がそれぞれ県道に認定される[2][1]。

## 地理

### 通過する自治体
- 青森県
  - 三戸郡田子町
- 岩手県
  - 二戸市

### 交差する道路
- 国道104号（田子町大字山口字道前・起点）
- 岩手県道6号二戸五日市線・鹿角街道（二戸市浄法寺町桜田・終点）

### 沿線の施設など
- 田子町立上郷小学校